# 캘리포니아영원
캘리포니아영원은 도롱뇽목(―目 Urodela) 영원과(蠑蚖科, Salamandridae)에 속하며 북아메리카 서부의 습한 지역에서 발견된다. 크기는 15cm 정도까지 자라며 복어보다 훨씬 더 많은 양의 테트로도톡신을 체내에서 만들어내기 때문에 맹독성 동물로 분류된다.